# 函館競馬倶楽部
函館競馬倶楽部（はこだてけいばくらぶ）は、かつての日本における競馬施行体で、競馬倶楽部の一つ。1910年に函館競馬会が改称する形で設立され、日本競馬会の発足に伴い1937年に解散した。

## 歴史
函館競馬倶楽部のそもそもの母体は1883年9月に時任為基・函館大経らが中心となり、函館における競馬開催を目的として設立された北海共同競馬会社である。同社は設立と同時に現在の函館市海岸町に函館海岸町競馬場を建設し、競馬を開催した。
1887年、同じく競馬開催を目的として（函館）有志競馬会が設立されると、北海共同競馬会社は同会との合併を模索。1890年8月に函館共同競馬会が発足した。同会は1896年に函館海岸町競馬場地を売却し渡島国亀田郡湯ノ川村大字湯ノ川字柏野（現在の函館市駒場町）に競馬場を移転・新築し、柏野競馬場は後に拡張され現在の函館競馬場になった。
1897年、同会は函館競馬会と改称。1910年に補助金競馬開始の際に補助金下付の条件として競馬倶楽部への改称を要求され、それに従う形で函館競馬倶楽部と改称した。
1936年12月10日に日本競馬会が設立されると、他の競馬倶楽部と同様に同会に統合される形で解散することとなり、翌1937年7月に倶楽部主催として最後の競馬が開催され、同月31日に解散した。